# أسد خان (قرة باشلو)
أسد خان (بالفارسية: اسدخان) هي قرية تقع في إيران في قسم قرة باشلو الريفي. يقدر عدد سكانها بـ 95 نسمة بحسب إحصاء 2016.